# Луиза Елизавета Курляндская
Луиза Елизавета Курляндская (нем. Luise Elisabeth von Kurland; 12 августа 1646, Митава — 16 декабря 1690, Веферлинген) — принцесса Курляндская из рода Кетлеров, в замужестве ландграфиня Гессен-Гомбургская.

## Биография
Луиза Елизавета — дочь герцога Якоба Кетлера и Луизы Шарлотты Бранденбургской, старшей дочери курфюрста Георга Вильгельма.
23 октября 1670 года в Кёльне Луиза Елизавета вышла замуж за будущего ландграфа Фридриха II, знаменитого «принца Гомбургского». Чтобы жениться, Фридрих перешёл в реформатское вероисповедание, что позволило ему обзавестись связями в реформатских правящих домах Бранденбурга и Гессен-Касселя, куда в 1673 год была выдана замуж сестра Луизы Елизаветы Амалия Курляндская. Луиза Елизавета приходилась племянницей курфюрсту Фридриху Вильгельму, благодаря чему Фридрих поступил на службу Бранденбурга и вскоре стал командующим войсками курфюршества.
Луиза Елизавета сыграла значительную роль в расселении гугенотов и вальденсов в Гомбурге.

## Потомки
- Шарлотта (1672—1738), замужем за герцогом Иоганном Эрнстом III Саксен-Веймарским (1664—1707)
- Фридрих III Яков (1673—1746), ландграф Гессен-Гомбурга, женат на Елизавете Доротее Гессен-Дармштадтской (1676—1721), затем на Кристиане Шарлотте Нассау-Отвейлерской (1685—1761)
- Карл Кристиан (1674—1695)
- Гедвига Луиза (1675—1760), замужем за графом Адамом Фридрихом Шлибеном (1677—1752)
- Филипп (1676—1703)
- Вильгельмина Мария (1678—1770), замужем за графом Антоном II Альденбургом (1681—1738)
- Элеонора Маргарита (1679—1763)
- Елизавета Франциска (1681—1707), замужем за князем Фридрихом Вильгельмом I Адольфом Нассау-Зигенским (1680—1722)
- Иоганна Эрнестина (1682—1698)
- Фердинанд (1683)
- Карл Фердинанд (1684—1688)
- Казимир Вильгельм (1690—1726), женат на графине Кристине Шарлотте Сольмс-Браунфельсской (1690—1751)